# پوند رودزیای جنوبی
پوند رودزیای جنوبی (به انگلیسی: Southern Rhodesian pound) یکای پول رایج در کشور رودزیای جنوبی است. مسئولیت کنترل این واحد پولی برعهدهٔ بانک رودزیای جنوبی قرار دارد.